# Hnútuhnjúkur
Hnútuhnjúkur är en bergstopp i republiken Island. Den ligger i regionen Austurland, 300 km öster om huvudstaden Reykjavík. Toppen på Hnútuhnjúkur är 879 meter över havet.
Trakten runt Hnútuhnjúkur är nära nog obefolkad, med mindre än två invånare per kvadratkilometer. Närmaste större samhälle är Höfn, omkring 16 kilometer söder om Hnútuhnjúkur. Trakten runt Hnútuhnjúkur består i huvudsak av gräsmarker.